# Red Bull Racing RB19
Red Bull Racing RB19 —  болід Формули-1, розроблений і виготовлений Ред Булл для участі в чемпіонаті Формули-1 2023. Автомобіль був представлений у Нью-Йорку 3 лютого 2023 року. Пілотами стали чинний чемпіон Макс Ферстаппен та Серхіо Перес. Автомобіль також ознаменував повернення Honda, як названого постачальника двигунів для Red Bull Racing і AlphaTauri, при цьому двигуни обох команд позначені як Honda RBPT. RB19 став найбільш домінантним болідом в історії Чемпіонату світу Формули-1, вигравши 21 із 22 гонок (95,45%), у яких він брав участь, тим самим перевершивши попередній рекорд McLaren MP4/4, що переміг в 15 із 16 гонок (93,8%), який утримувався з сезону Формули-1 1988 року.

## Результати
| Рік      | Команда                | Двигун               | Шини | Гонщик          | Гран-прі | Гран-прі | Гран-прі | Гран-прі | Гран-прі | Гран-прі | Гран-прі | Гран-прі | Гран-прі | Гран-прі | Гран-прі | Гран-прі | Гран-прі | Гран-прі | Гран-прі | Гран-прі | Гран-прі | Гран-прі | Гран-прі | Гран-прі | Гран-прі | Гран-прі | Очки | Місце |
| Рік      | Команда                | Двигун               | Шини | Гонщик          | БАХ      | САУ      | АВС      | АЗЕ      | МАЯ      | МОН      | ІСП      | КАН      | АВТ      | ВЕЛ      | УГО      | БЕЛ      | НІД      | ІТА      | СІН      | ЯПО      | КАТ      | США      | МЕХ      | САП      | ЛВГ      | АБУ      | Очки | Місце |
| -------- | ---------------------- | -------------------- | ---- | --------------- | -------- | -------- | -------- | -------- | -------- | -------- | -------- | -------- | -------- | -------- | -------- | -------- | -------- | -------- | -------- | -------- | -------- | -------- | -------- | -------- | -------- | -------- | ---- | ----- |
| 2023     | Oracle Red Bull Racing | Honda RBPT H001 V6 t | P    | Макс Ферстаппен | 1        | 2        | 1        | 23       | 1        | 1        | 1        | 1        | 1        | 1        | 1        | 1        | 1        | 1        | 5        | 1        | 12       | 1        | 1        | 1        | 1        | 1        | 860  | 1     |
| 2023     | Oracle Red Bull Racing | Honda RBPT H001 V6 t | P    | Серхіо Перес    | 2        | 1        | 5        | 1        | 2        | 16       | 4        | 6        | 32       | 6        | 3        | 2        | 4        | 2        | 8        | Схід     | 10       | 45       | Схід     | 43       | 3        | 4        | 860  | 1     |
| Джерело: |                        |                      |      |                 |          |          |          |          |          |          |          |          |          |          |          |          |          |          |          |          |          |          |          |          |          |          |      |       |